# 陳永淘
陳永淘（海陸腔客拼：Chin Rhunˊ To、客語白話字：Chhṳ̀n Yún-thò），又常稱為阿淘，係臺灣藝術家、客家語歌曲作曲家及歌手。1997年，陳永淘從三芝移居新竹北埔，住在南坑村的偏僻山腰。在偶然間發現北埔慈天宮廟坪的石板廣場十分古樸，於是開始一種具有實驗性質的自發性表演，每周日下午便帶著吉他到廟口唱歌，讓這些以往沒有面世的客家歌在廟口出現。雖然沒有官方單位主辦，廟口的客家歌曲表演形成了固定的聚會，吸引了固定聽眾與偶然機緣的遊客，創造了廟坪演唱的奇特景象。陳永淘曾經於每個月的最後一個星期六傍晚，在竹北六家新瓦屋的三合院演唱，直到1999年六月才停止定期表演。

## 音樂作品

### 專輯
- 1997年 頭擺的事情
- 2000年 離開台灣八百米 阿淘的歌
- 2000年 阿淘和孩子一起 下課啦
- 2003年 水路
- 2014年 細人
- 2017年 山下田美
- 2020年 極樂
- 2024年 傳弦

### 單曲
- 2009年 夢見天堂（Dream of Heaven）
- 2008年 河婆序曲： 我愛你（I love You）

## 外部連結
- 阿淘新網站
- 舊官方站 (archive.org庫存版)
- 陳永淘在互联网电影资料库（IMDb）上的資料（英文）